# Identitet (beteendevetenskap)
Identitet är inom beteendevetenskapen synonymt med självbild. Ordet identitet kommer från latinets identitas som betyder ’samma’ eller ’densamma’. Människans identitet är det som definierar den unika människan. Identitet kan vara självdefinierad (hur man upplever sig själv, vem man är och inte är) eller definierad av andra.
En människas identitet formas under hela livet eftersom den består av många olika egenskaper. Både sådana vi själva väljer och sådana vi inte kan påverka. Enligt en konstruktivistisk syn på identitet skapas identitet kontinuerligt i samspel/samverkan med sin omgivning. En extrem konstruktivistisk syn som ser allt som socialt konstruerat och inte ger utrymme för individuella val och uttryck brukar kallas deterministisk.

## Olika identiteter

### Etnisk identitet
Begreppet etnisk identitet handlar om individens upplevelse av att tillhöra en viss etnisk grupp och att dennes sätt att känna, tänka, uppleva och bete sig är beroende av den etniska gruppen. Det handlar alltså dels om den egna uppfattningen om tillhörighet, men etnisk identitet kan också handla om andras uppfattning av någons tillhörighet. Identitet är både medfött och något som utvecklas till följd av val och bemötande under hela livet. Vissa delar av identiteten är självklara och statiska medan andra är mer föränderliga eller vid något tillfälle i livet ska ”erövras”. Exempel på medfödd identitet kan vara hudfärg, hårfärg, ögonfärg eller namn, medan icke-medfödd identitet kan utgöras av livsåskådning och politisk åsikt.[källa behövs]
Mycket av identitetsutvecklingen sker under tonåren och beskrivs ofta som att ”hitta sig själv”. Det är också ofta i tonåren som den etniska identiteten utvecklas. Sökandet efter en etnisk identitet aktualiseras endast när det finns minst två möjliga etniska identiteter att utveckla, exempelvis svensk och kurdisk. De som tillhör den etniska majoritetsgruppen i ett samhälle behöver sällan ta ställning till vilken etnisk identitet de har eftersom det för dem endast finns en närvarande etnisk identitet att förhålla sig till.

#### Etnisk identitet och etnicitet
Det existerar en viktig skillnad mellan etnisk identitet och etnicitet. Etnisk identitet är vilket eller vilka samhällen, språk och kulturer man känner sig bekväm i och kan de oskrivna reglerna för. Etnicitet däremot har att göra med gensammansättning och de biologiska föräldrarnas härkomst. Etnicitet är något fast som inte går att ändra, medan etnisk identitet är mer formbart. En persons etnicitet påverkar dennes upplevelse av etnisk identitet och därför är dessa begrepp ofta hopblandade. Etnicitet är också ett mycket omdiskuterat begrepp eftersom det historiskt och felaktigt har använts för att förklara beteenden och värderingar hos individer.

### Könsmässig identitet
En människa bär hela tiden omkring på ett antal olika identiteter. Hänsyn till dessa ofta kompletterande identiteter tas inom intersektionalitet, en teori som diskuterar utsatthet på grund av en persons olika identiteter. En av de viktigaste identiteterna hos en människa är könet, som kan vara upplevt, biologiskt eller fastställt hos individen av samhället. Därutöver kan en person påverkas av den könade roll – genus (socialt kön) – som personen tilldelas utifrån det utåt sett upplevda könet.

## Identifikation
Den relaterade termen identifikation används bland annat inom psykoanalytisk terminologi. Detta syftar på en komplex, omedveten, psykologisk process där personen försöker vara någon annan person.
Identifikationen sker naturligt under den normala psykologiska utvecklingen och man skiljer härvid på primär respektive sekundär identifikation. Exempelvis är jagapparaten och självuppfattningen delvis följder av olika identifikationer. Därtill påtalar teorin att identifikationen kan ske med delar av någon annan person, som inte behöver vara verklig, och att endast delar av den egna personen kan vara inbegripna i processen.
Det empiriska stödet för fenomenet identifikation är stort, men de teoretiska utarbetningarna skiljer sig åt. Begreppet återfinns sålunda i skiftande betydelser i flera psykologiska teoribildningar. 
Identiteten kan också förändras beroende på var och med vilka man umgås. Hemma kan man vara mamma, på jobbet kan man vara läkare. Ens identitet är hur man ser sig själv men också hur andra ser en. Kommer man till en ny arbetsplats är man ofta främst "den nya killen" tills man har fått eller visat sin identitet. Identifikation är en viktig process under en människas uppväxt. Under uppväxten identifierar sig ett barn ofta mer med – eller lär sig mer av – föräldern av samma kön som man själv. Detta kan i vissa fall även påverka en persons sexuella läggning.
Identifikation är en viktig inom det sociala livet, men även i konsumtion av kulturella berättelser. Det innebär att föreställa sig perspektivet hos en rollfigur i en – exempelvis litterär eller filmatiserad – berättelse. Traditionellt har inom litteraturen en manlig blick och manlig hjälteroll dominerat, men i nyare litteratur har detta förhållande fått en mycket större variation. Viss forskning har antytt att kvinnligt identifierade bokläsare skulle ha en starkare tendens till identifikation med rollfigurerna – oavsett deras kön.